# リビア (スペイン)
リビア（カタルーニャ語: Llívia、IPA：[ˈʎiβiə]）は、スペイン・カタルーニャ州ジローナ県のムニシピ（基礎自治体）。バッシャ・サルダーニャ郡に含まれる。県都ジローナから153kmの位置にあり、フランスに取り囲まれて位置するスペインの飛地領土である。

## 概要

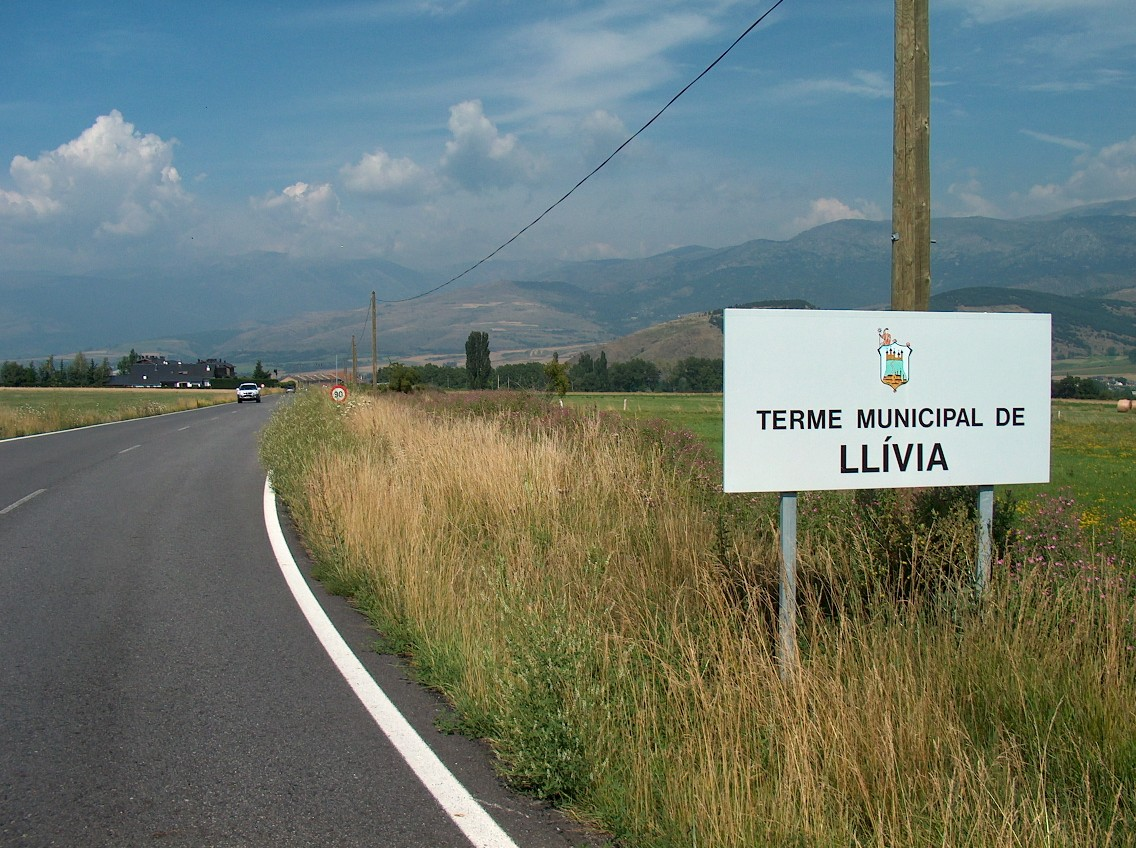
飛地境界を示す標識

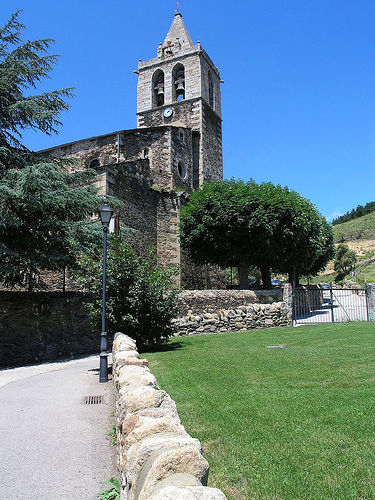
リビアの教会

1659年のピレネー条約、1660年のリビア条約の結果、スペイン本土から切り離された飛び地となった。スペイン本土から最短で1.7km程度、フランス側のラングドック＝ルシヨン地域圏ピレネー＝オリアンタル県側に入ったところに位置する。かつて設定されていたスペイン本土とリビアを結ぶ中立道路を使うことでスペイン国民はフランスの出入国審査を受けずに行き来することができた。ただし、1995年のシェンゲン協定実施以降は中立道路の設定は解消された。

## 人口
| リビアの人口推移 1900－2010                             |
|                                                         |
| 出典:INE（スペイン国立統計局）1900年 - 1991年、1996年 - |

## 政治
自治体首長は集中と統一 (CiU) のシルビア・ウリオルス・パルメール (Silvia Orriols Palmero) で、自治体評議員は、集中と統一：8、カタルーニャ国民党：1となっている（2011年5月22日の自治体選挙結果、得票順）。
| 政党   | 得票数 | 得票率 | 獲得議席 |
| ------ | ------ | ------ | -------- |
| CiU    | 310    | 57.51% | 4        |
| ERC-AM | 217    | 40.26% | 3        |

| 政党 | 得票数 | 得票率 | 獲得議席 |
| ---- | ------ | ------ | -------- |
| CiU  | 391    | 65.28% | 6        |
| ILL  | 204    | 34.06% | 3        |

| 政党        | 得票数 | 得票率 | 獲得議席 |
| ----------- | ------ | ------ | -------- |
| ESQUERRA-AM | 375    | 60.58% | 6        |
| PM          | 205    | 33.12% | 1        |
| PP          | 19     | 3.07%  | 0        |

| 政党 | 得票数 | 得票率 | 獲得議席 |
| ---- | ------ | ------ | -------- |
| CiU  | 437    | 79.45% | 8        |
| PP   | 62     | 11.27% | 1        |

### 司法行政
リビアはプッチサルダー司法管轄区に属す。